# Vườn quốc định Zaō
Vườn quốc định Zaō (蔵王国定公园 Zaō Kokutei Koen ?) là một Vườn quốc gia dự kiến trong dãy núi Ōu, kéo dài từ Miyagi tới Yamagata, Nhật Bản. Được thành lập vào năm 1963, tính năng chính của khu vực là bảo vệ cảnh quan thiên nhiên xung quanh núi Zaō. Nó được đánh giá là một Khu vực bảo vệ cảnh quan (loại V) theo IUCN.
Khu bảo tồn được quản lý bởi chính quyền địa phương cấp tỉnh, đó là tỉnh Yamagata và Miyagi.